# Descartes (cràter)
Descartes és un cràter d'impacte de la Lluna força erosionat, que es localitza a les Terres Altes del centre-sud de la Lluna. Cap al sud-oest hi ha el cràter Abulfeda.
La vora del cràter només existeix per trossos, i és completament inexistent al nord. El seu cràter satèl·lit Descartes A es troba al costat de la vora sud-oriental. El sòl interior posseeix diverses crestes concèntriques amb els murs romanents al nord-oest i sud-est.

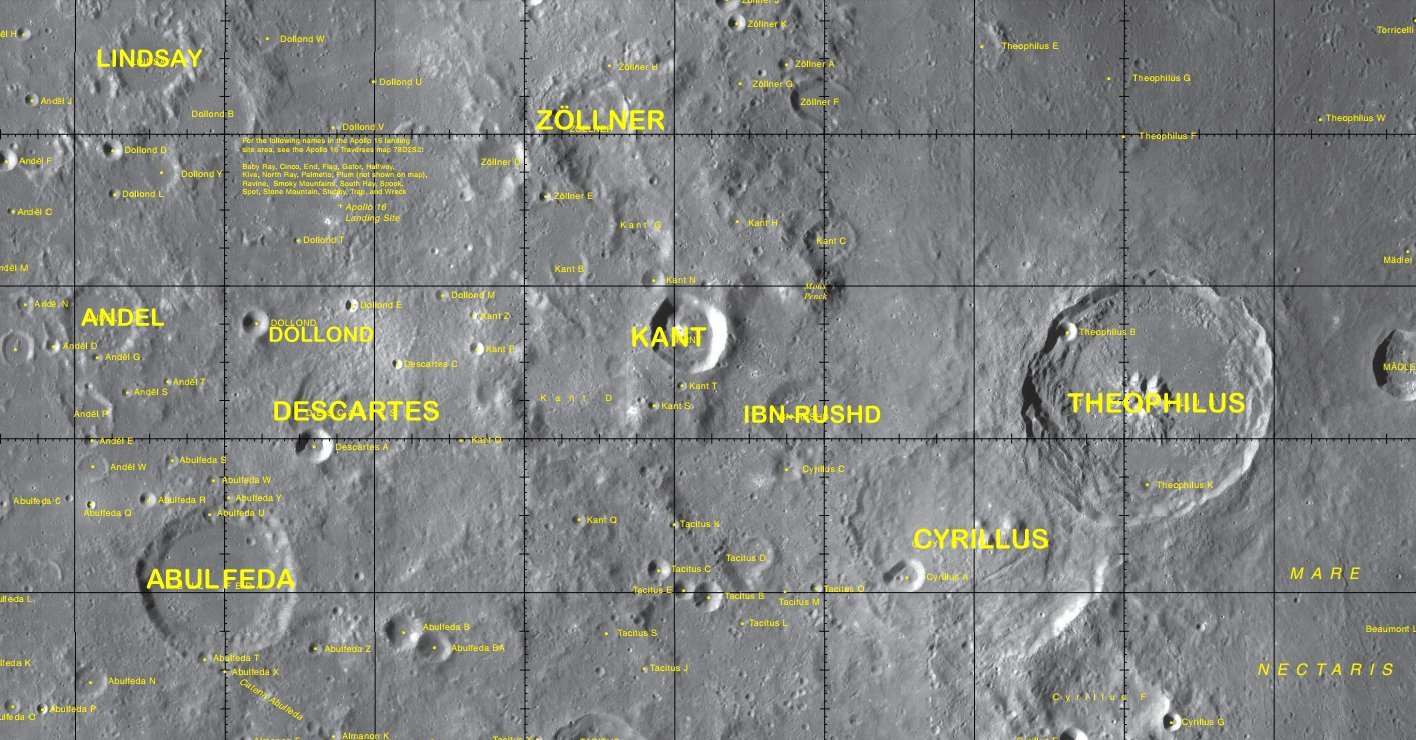
Localització de Descartes (centre esquerra de la imatge)
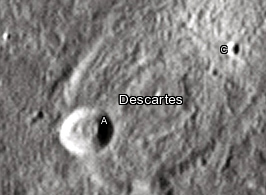
Cràters satèl·lit

Una secció de la vora exterior de Descartes està coberta amb una regió de més albedo que les adjacents. Mesuraments de la sonda Clementine han mostrat que aquesta regió presenta una anomalia magnètica, la més gran de la cara visible de la Lluna. El camp magnètic resultant pot deflectar el vent solar, impedint l'enfosquiment de la superfície.

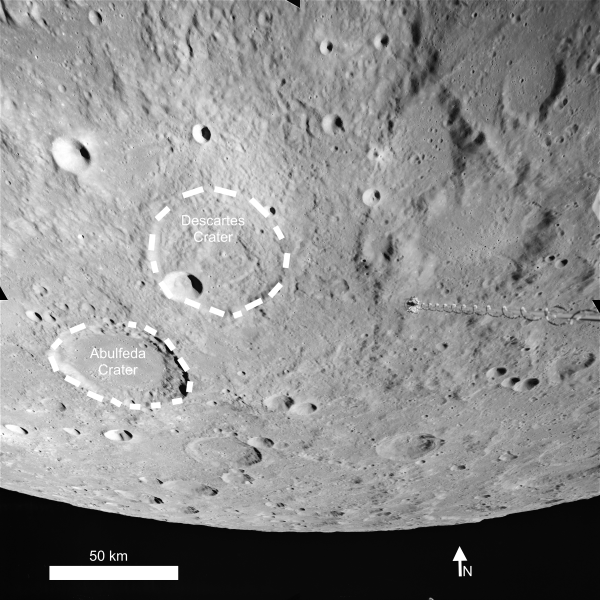
Cràters Abulfeda i Descartes vistos des de l'Apollo 16
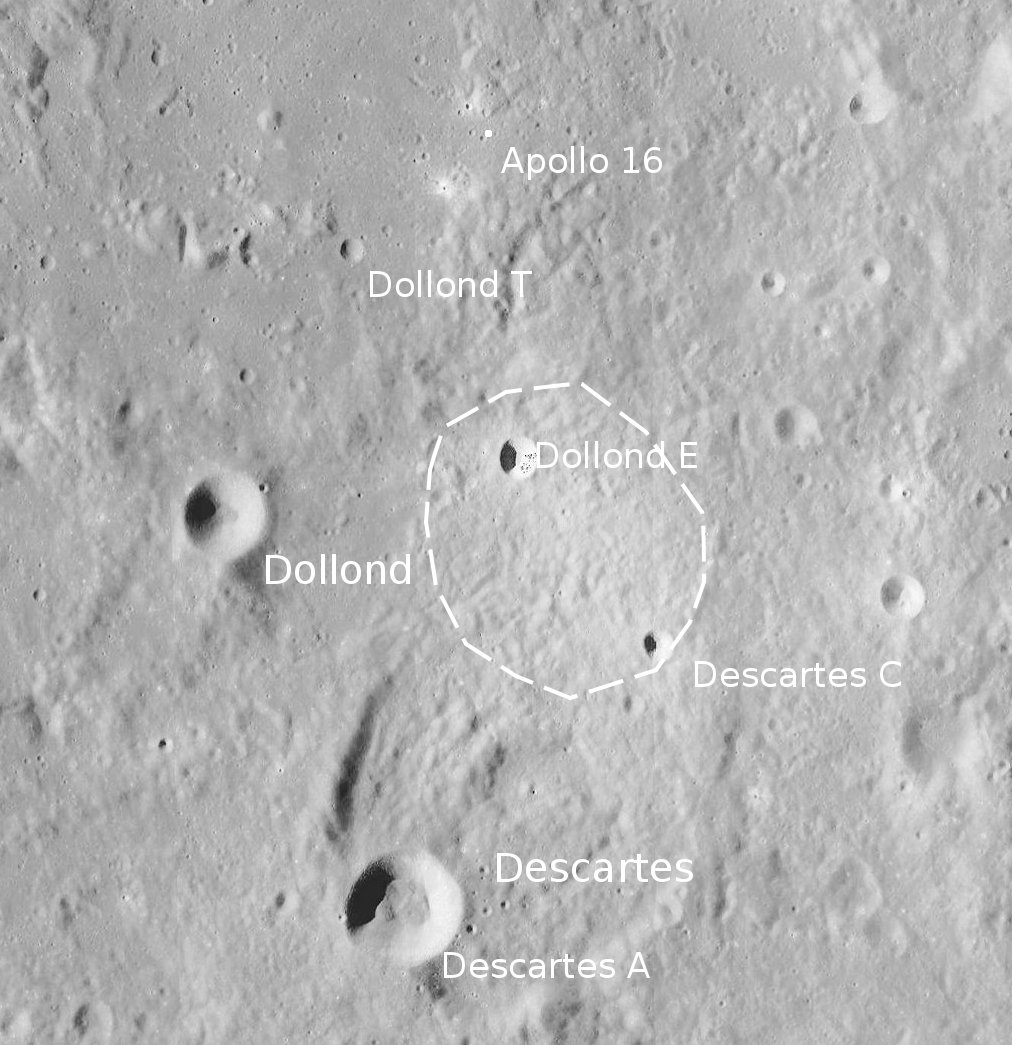
Rodalies de Descartes i lloc d'allunatge de l'Apollo 16
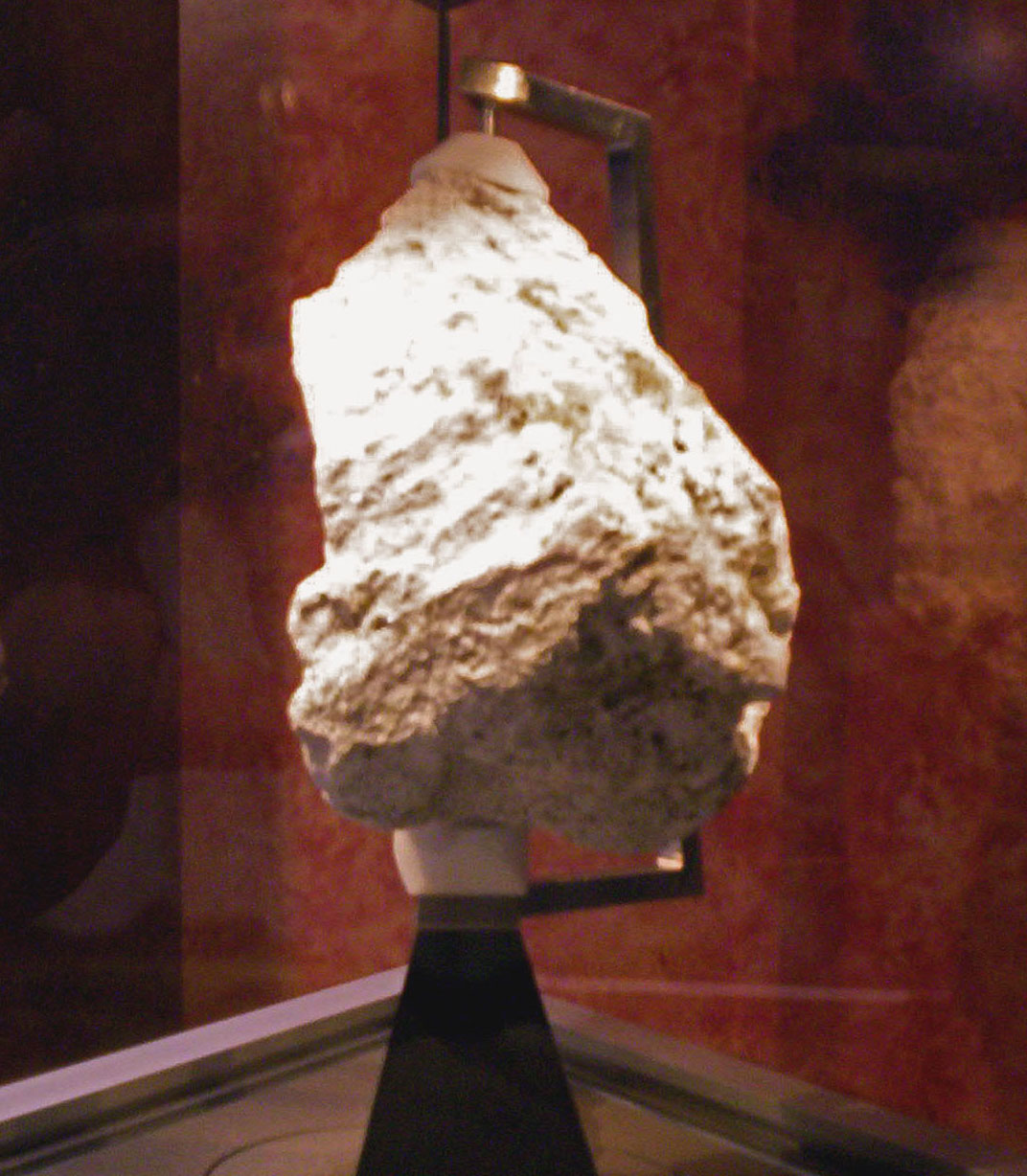
Anortosita ferrosa lunar #60025 (feldespat plagiòclasi). Recollida per l'Apollo 16 prop del cràter Descartes

Uns 50 km al nord es troba el lloc d'allunatge de l'Apollo 16. La zona que envolta el lloc s'anomena de vegades Terres Altes de Descartes o Muntanyes de Descartes.

## Cràters satèl·lit
Per convenció aquests elements són identificats en els mapes lunars posant la lletra en el costat del punt central del cràter que està més proper a Descartes.
| Descartes | Coordenades                          | Diàmetre |
| --------- | ------------------------------------ | -------- |
| A         | 12° 06′ S, 15° 12′ E / 12.1°S,15.2°E | 16 km    |
| C         | 11° 00′ S, 16° 18′ E / 11.0°S,16.3°E | 4 km     |